# Scolosanthus versicolor
Scolosanthus versicolor är en måreväxtart som beskrevs av Vahl. Scolosanthus versicolor ingår i släktet Scolosanthus och familjen måreväxter. Inga underarter finns listade i Catalogue of Life.